# 攻殼機動隊 新劇場版
《攻殼機動隊 新劇場版》於2015年6月20日上映的動畫電影，是ARISE的PYROPHORIC CULT結束後的後續劇情。

## 劇情
緊接『攻殻機動隊ARISE ALTERNATIVE ARCHITECTURE』(AAA)電視版的PYROPHORIC CULT 結束後劇情，依然是草薙素子在加入公安九課前的前傳時代，2029年3月世界上電子腦義體的大量流行；加上超國家經濟組織與跨國企業實力空前強大，主權國家地位逐漸衰微，但又沒有完全退出歷史舞台，主權國的影響力依然居微弱主導的尷尬時代。
此時國防省要降格為防衛廳，一群激進派職業軍人不認同此一觀點，趁極東經貿組織高峰會時挾持人質佔領公使館，與此同時草薙素子提出在此尷尬時代超高科技與超戰略恐怖攻擊結合的事件必將多發，政府必須成立一支高行動權限專職的超限戰打擊部隊，該構想逐漸獲得高層認同，這次的人質案也成為一次理念的驗證，然而攻入使館後的突發狀況超出想像，此時突然傳出遠處的首相被暗殺，原來獵人正成為獵物.....。

## 外部連結
- 攻殼機動隊 新劇場版 （页面存档备份，存于）
- 攻殼twitter （页面存档备份，存于）
- 互联网电影数据库（IMDb）上《攻殼機動隊 新劇場版》的资料（英文）